# Арнольдс-Парк (Айова)
Арнольдс-Парк (англ. Arnolds Park) — місто (англ. city) в США, в окрузі Дікінсон штату Айова. Населення — 1110 осіб (2020).

## Географія
Арнольдс-Парк розташований за координатами 43°21′57″ пн. ш. 95°7′33″ зх. д. / 43.36583° пн. ш. 95.12583° зх. д. (43.365829, -95.125952).  За даними Бюро перепису населення США в 2010 році місто мало площу 4,08 км², з яких 4,08 км² — суходіл та 0,00 км² — водойми.

## Демографія
Згідно з переписом 2010 року, у місті мешкало 1126 осіб у 590 домогосподарствах у складі 334 родин. Густота населення становила 276 осіб/км².  Було 1516 помешкань (372/км²).
Расовий склад населення:
| - 99,1 % — білих - 0,2 % — чорних або афроамериканців - 0,1 % — корінних американців |

До двох чи більше рас належало 0,5 %. Частка іспаномовних становила 0,3 % від усіх жителів.
За віковим діапазоном населення розподілялося таким чином: 10,1 % — особи молодші 18 років, 57,8 % — особи у віці 18—64 років, 32,1 % — особи у віці 65 років та старші. Медіана віку мешканця становила 56,6 року. На 100 осіб жіночої статі у місті припадало 106,2 чоловіків;  на 100 жінок у віці від 18 років та старших — 104,9 чоловіків також старших 18 років.
Середній дохід на одне домашнє господарство  становив 66 067 доларів США (медіана — 46 518), а середній дохід на одну сім'ю — 79 022 долари (медіана — 55 208). Медіана доходів становила 41 302 долари для чоловіків та 31 750 доларів для жінок. За межею бідності перебувало 11,8 % осіб, у тому числі 27,6 % дітей у віці до 18 років та 5,5 % осіб у віці 65 років та старших.
Цивільне працевлаштоване населення становило 563 особи. Основні галузі зайнятості: виробництво — 22,6 %, освіта, охорона здоров'я та соціальна допомога — 18,7 %, роздрібна торгівля — 14,4 %, будівництво — 13,1 %.